# Кадага, Ребекка

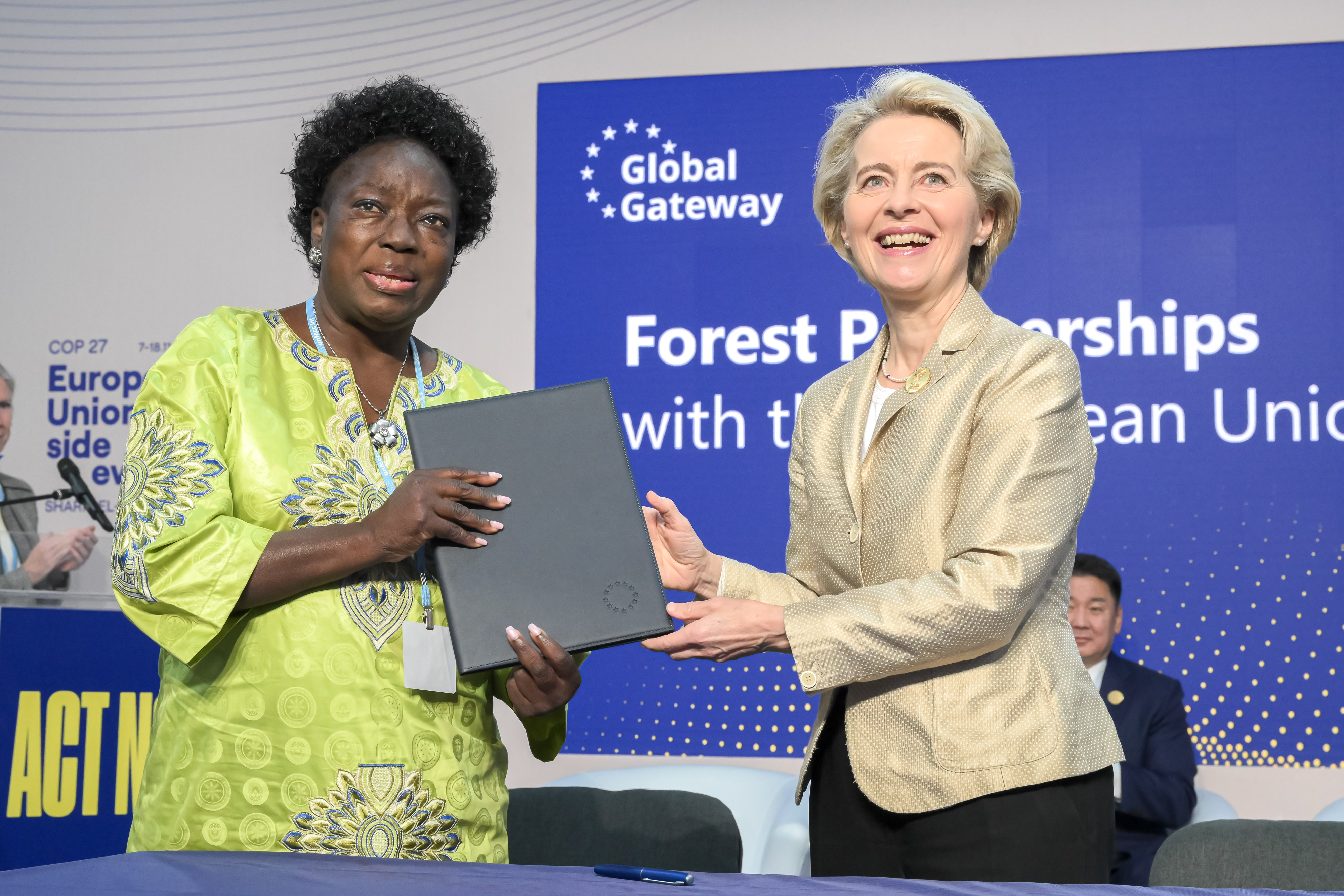
Ребекка А. Кадага и Урсула фон дер Ляйен, 2022 год

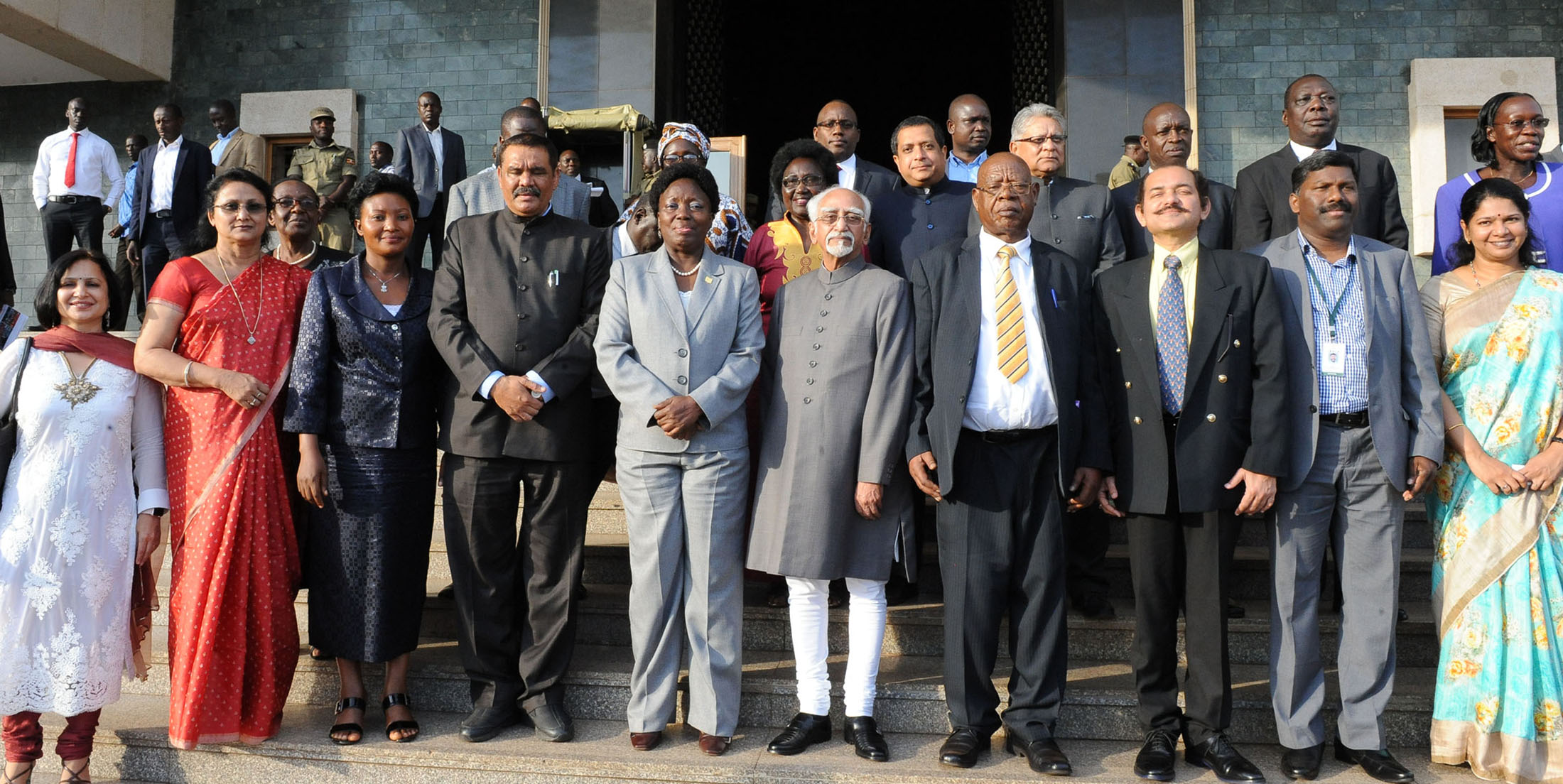
Вице-президент Индии Шри М. Хамид Ансари со спикером парламента Уганды Ребеккой Кадага, Кампала, Уганда

Ребекка Кадага (англ. Rebecca Alitwala Kadaga, род. 24 мая 1956, Камули, Восточная область) — угандийский юрист и политик, занимавшая пост спикера парламента Уганды с 19 мая 2011 года по 21 мая 2021 года. В настоящее время она занимает должность первого заместителя премьер-министра Уганды. Одновременно она занимает пост министра по делам восточноафриканского сообщества в Кабинете министров Уганды. 
Она стала первой женщиной, избранной спикером в истории парламента Уганды. Она сменила Эдварда Ссеканди, который занимал пост спикера с 2001 по 2011 год. 
Она также является действующим депутатом парламента от женского избирательного округа округа Камули, субрегиона Бусога, и занимает эту должность с 1989 года.

## Ранние годы и образование
Она родилась в округе Камули, Восточная Уганда, 24 мая 1956 года. Ребекка Кадага получила среднее образование в колледже Намасагали. Она изучала право в Университете Макерере, который окончила со степенью бакалавра права (LLB) в 1978 году. В 1979 году она получила диплом юриста в Центре развития права в Кампале. В 2000 году она получила диплом по женским правам в Университете Зимбабве. В 2003 году она получила степень магистра гуманитарных наук (MA), специализировалась также по правам женщин в Университете Зимбабве. В 2019 году частный университет Нкумба в Уганде присвоил Кадаге почётную степень доктора права.

## Опыт работы
С 1984 по 1988 год она занималась частной юридической практикой. С 1989 по 1996 год она была членом парламента от женского избирательного округа Камули. С 1993 по 1996 год она занимала должность председателя университетского совета Университета Мбарара. В 1996 году она занимала пост генерального секретаря Ассоциации женщин-парламентариев Восточной Африки. 
С 1996 по 1998 год Ребекка Кадага была государственным министром Уганды по региональному сотрудничеству (Африка и Ближний Восток). С 1998 по 1999 год она была государственным министром связи и авиации, а с 1999 по 2000 год — министром по парламентским делам. В 2001 году она была избрана заместителем спикера парламента и занимала эту должность до 19 мая 2011 года, когда она была избрана спикером парламента.
После всеобщих выборов в феврале 2016 года Кадага была единогласно переизбрана на пост спикера парламента 19 мая 2016 года. 
20 декабря 2017 года Кадага председательствовала на сессии парламента Уганды, на которой была принята поправка к конституции, которая, среди прочего, отменила требование к кандидатам на пост президента быть моложе 75 лет. Поправка фактически дала Й. Мусевени свободу действий для баллотирования на шестой срок полномочий президента Уганды.
14 января 2021 года Кадага была переизбрана в парламент в качестве женщины-представителя округа Камули. В связи с этим она начала кампанию за сохранение своей должности спикера парламента на третий срок. Кадага проиграла выборы спикера своему бывшему заместителю Джейкобу Уланьяху после того, как впала в немилость у своей партии, Движения национального сопротивления.

## Критика и спорные действия
Кадага пообещала принять законопроект Уганды против гомосексуальности через парламент к декабрю 2012 года. Законопроект, который иногда называют «законопроектом об убийстве геев», в своё время предполагал, что гомосексуальность будет караться смертной казнью или пожизненным заключением, но позднее смертная казнь была исключена из законопроекта. Она говорила, что проект станет законом, поскольку большинство угандийцев «требуют этого».
В декабре 2012 года Кадага находилась в Риме, чтобы выступить с речью на седьмой сессии Консультативной ассамблеи парламентариев по Международному уголовному суду и верховенству права.
Ходили слухи, что Кадага получила благословение от Папы Бенедикта XVI на мессе в Ватикане. Вскоре после появления этой новости представитель Ватикана отец Федерико Ломбарди выступил с заявлением, в котором говорилось: «Отношения с делегацией не были необычными, и никакого благословения не было дано». Группа угандийских депутатов приветствовала Папу «точно так же, как и любые другие лица, присутствовавшие на аудиенции у Папы», и это «ни в коем случае не было конкретным знаком одобрения действий или предложений Кадаги». 
В марте 2020 года во время пандемии COVID-19 Кадага написала в Твиттере, что «был обнаружен спрей, который мгновенно убивает коронавирус, и его планируется производить совместно в Уганде». Она создала впечатление, что то, что позже было понято как простое дезинфицирующее средство, на самом деле было лечением COVID-19, и получила массу негативных отзывов от угандийцев в социальных сетях и профессиональных организаций в области медицины, таких как Медицинская ассоциация Уганды и Фармацевтическое общество Уганды. Она нанесла ответный удар, назвав людей из Ассоциации безмозглыми. 
В апреле 2020 года во время пандемии COVID-19 Кадага и её коллеги — члены парламента — выделили себе более 10 миллиардов угандийских шиллингов из средств, которые должны были стать гуманитарной помощью для борьбы с пандемией и связанными с ней социально-экономическими потрясениями. 